# Georg Hans Emmo Wolfgang Hieronymus

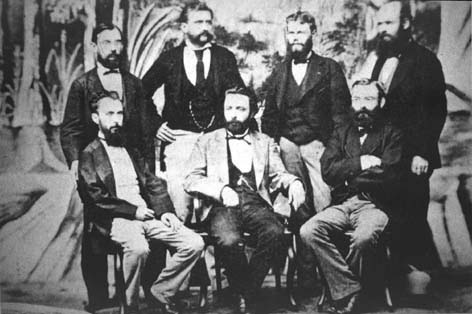
Membros da Academia Nacional de Ciências (Córdoba) em 1876. Hieronymus é o primeiro em pé à esquerda

Georg Hans Emmo ou Jorge Hieronymus (Schöneiche bei Neumarkt, Silésia, 15 de fevereiro de 1845 - Berlim, 18 de janeiro de 1921) foi um botânico alemão, que desempenhou parte de sua carreira na Argentina.

## Juventude
Órfão de pai aos oito anos de idade, cursou o ginásio no convento de Görlitz. Em 1868 iniciou seus estudos de medicina em Zurique. Abandonou a carreira pelas ciências naturais, mudando-se para  Berna para estudar esta disciplina, continuando seus estudos em Berlim e Halle. Em 1872, já realizava trabalhos sobre a Euphorbia e as Centrolepidaceae para sua dissertação doutoral. Recebeu uma oferta de Pablo Lorentz, na época professor na Universidade Nacional de Córdoba, para tornar-se seu ajudante. Aceitou o trato e abandonou a carreira ( obteria depois o título de doutor pela Universidade do Chile), chegando em Córdoba em setembro de 1872.
Quando chegou, teve a oportunidade de unir-se a uma expedição com destino ao noroeste organizada por Lorentz, atravessando Catamarca, Tucumán e Salta até chegar à Bolívia. Da viagem de 16 meses aprontou apontamentos que publicou em 1874 no Boletim da Academia Nacional de Ciências, com o título de  Observaciones sobre la vegetación de la Provincia de Tucumán.

## Docência e obra
Reuniu logo grandes coleções da flora das serranias. Junto com os exemplares coletados por  Lorentz formaram a base de um herbário que enviaram a Grisebach em Göttingen,  cuja identificação dos espécimens se publicou um trabalho com o título Symbolae ad floram argentinam em 1879. Acompanhou o envio do herbário  para buscar a sua prometida, Eva Jaeschke, que o acompanhou em seu regresso à Córdoba.
Publicou várias monografias sobre flores, destacando-se uma sobre Lilaea subulata. Em 1881 surgiu um catálogo das plantas de utilidade etnobotânica na Argentina com o título Plantae diaphoricae florae argentinae, publicada pela  ANC. Descreveu a flora das regiões argentinas em uma série iniciada em 1879 (Sertum patagonicum), continuado em 1881 (Sertum saniuaninum). Abordou depois uma descrição da vegetação silvestre em geral, da qual a primeira parte apareceu em 1886 como Inconeset descriptiones plantarum.
Seu talento o levou a um cargo na Academia Nacional de Ciências e foi designado substituto de Lorentz quando este abandonou a Argentina para residir no Paraguai. Para seus alunos publicou a Revista del sistema natural de los vegetales; também traduziu e efetuou anotações na obra Curso de Botânica de Karl Anton Eugen Prantl.

## Regreso à Alemanha
Em 1883 abandonou a Argentina e regressou para a Alemanha; se radicou em Breslau, sua região natal, onde publicou estudos sobre as criptógamas e as  algas. São dele vários capítulos da obra de Prantl e Adolf Engler Die natürlichen Pflanzen familien, um dos compêndios de sistemática botânica mais notáveis de sua época.
Em 1892, sob a direção de Engler, ocupou o cargo de curador do  Museu Botânico de Berlim, encarregando-se das  samambaias em particular. No ano seguinte começou a editar a revista Hedwigia, onde publicou seus trabalhos sobre samambaias e parte de suas pesquisas ainda em curso sobre as asteráceas argentinas. Nunca acabou o exame de suas coleções, que se perderam em grande parte durante os bombardeios da Segunda Guerra Mundial. 
Em 1920 sofreu um acidente vascular cerebral que o deixou inválido, falecendo um pouco mais tarde. 